# Первое монгольское вторжение в Японию
Первое монгольское вторжение в Японию (яп. 元寇 гэнко:) — военно-морская экспедиция 1274 года монгольского хана Хубилая в попытке завоевать Японские острова.

## Предыстория
После серии набегов на Корею с 1231 по 1259 годы, династия Корё подписала согласие на то, чтобы стать монгольскими вассалами. Хубилай был провозглашён каганом империи монголов в 1260 году (хотя не все западные монголы признавали этот титул) и перенёс столицу в Даду (Пекин) в 1264 году. Японией в то время управляли сиккэны (фактические правители из сёгуната), принадлежавшие роду Ходзё, породнившимися с сёгунатом Камакура. Ходзё стали настолько влиятельны, что даже мнение хёдзё (яп. 評定 хё:дзё:, придворный совет сёгуната), императорского двора в Киото, даже их собственных вассалов (гокэнин) не могло на них повлиять. Решения верхушка клана принимала на встречах в своих резиденциях ёриаи (яп. 寄合).

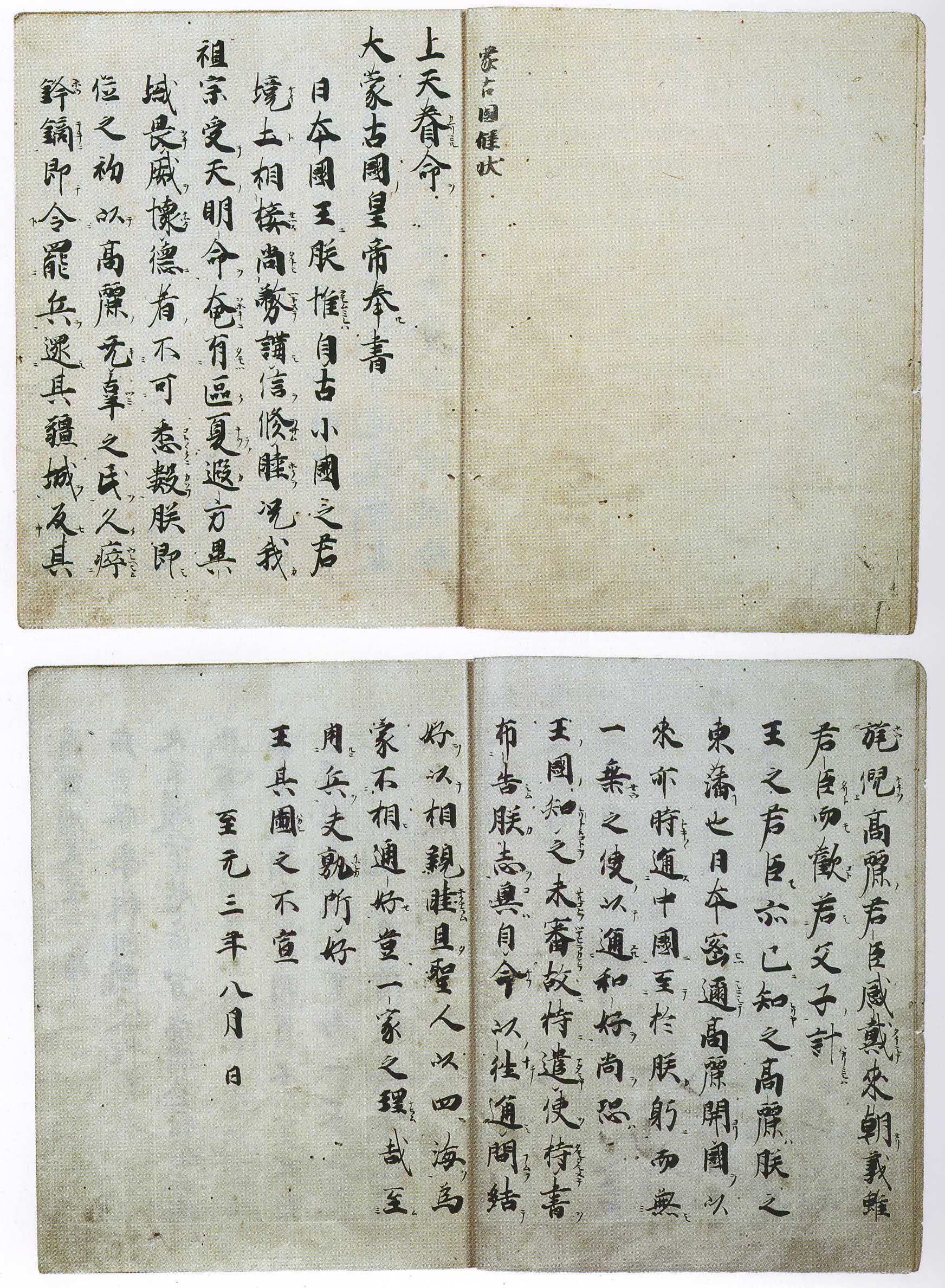
Письмо Хубилая императору Японии, написанное на классическом китайском (лингва франка Восточной Азии в то время), датированное августом 1266 года. Хранится в храме Тодай-дзи, Нара, Япония.

В 1266 году Хубилай отправил гонцов в Японию с письмом следующего содержания:
Помазанный небом, Великий монгольский император шлёт письмо правителю Японии. Мелкие суверенные государства, имеющие границу по берегу, исстари стремятся поддерживать дружеские отношения. С тех пор, как мой предок получил небесную власть, бесчисленные княжества Корё стремились оспаривать наше превосходство, а теперь благодарят за прекращение огня и за возрождение их страны, начавшегося с моего восхождения на трон. Мы как отец и сын. Мы думаем, вам это уже известно. Корё — мои восточные владения. Япония была в союзах с Корё и, иногда, Китаем, с самого основания вашей страны; однако Япония не присылала послов с тех пор, как я занимаю трон. Это крайне расстраивает. Посему мы шлём письмо с выражением наших желаний. Нам следует войти в дружеский контакт. Мы считаем, что все страны являются членами одной семьи. Никто не желает поднимать оружие..
 Хубилай просит Японию стать его вассалом и посылает войско на случай конфликта. Однако гонцы вернулись ни с чем. Вторая группа гонцов была отправлена в 1268 году, она также вернулась с пустыми руками. Все гонцы встретились с тиндзэй бугё (яп. 鎮西奉行 тиндзэй бугё:, главнокомандующий обороной Запада), передавшему послание сиккэну Ходзё Токимунэ, правителю Камакуры, а также императору в Киото.
Обсудив послание с приближёнными, после продолжительных дебатов, Токимунэ решил отослать гонцов, не дав ответа. Хубилай регулярно присылал ещё и ещё послов, корейских эмиссаров, а также монгольских послов 7 марта 1269 года; 17 сентября 1269 года; в сентябре 1271 и мае 1272 годов — ни один из них даже не смог высадиться на Кюсю. Двор не отвечал из-за социального краха, последовавшего за поражением в смуте годов Дзёкю (承久の乱).
Сёгунат Камакура в лице Токимунэ постановил, что каждый владелец феода на Кюсю (ближайшая к Корее часть Японии) должен вернуться в своё имение, а войско продвинулось на запад, охраняя наиболее вероятные точки высадки.

## Вторжение
Хан намеревался организовать поход на Японию в начале 1268 года, после второго отказа, но не стал ничего предпринимать ввиду недостаточного снабжения. Монголы вступили в корейскую королевскую семью после женитьбы кронпринца на дочери Хубилая, и началось массовое строительство кораблей на юго-восточном побережье, вместе с тем, не прекращая посылать требования сдаться.
Хубилай основал династию Юань в 1271 году. А в 1272 Чхуннёль дал совет Хубилаю. Согласно «Корёса», корейской исторической хронике, составленной в правление короля Седжона: Япония, можно считать, повержена. Мы отправили гонцов и войско к её границам. Боевые суда и солдаты хорошо подготовлены Согласно Юань-ши, Король Корё просит Хубилая захватить Японию. Я строю 150 судов для достижения этой цели. Так как обе фразы взяты из Юань-ши, а документы такого типа в Китае писались не во время царствования самой династии, а её преемницей (Корёса была написана в династию Чосон, не в Корё), неясно, не было ли это уступкой монголам для отвлечения внимания (Корее монгольское владычество стоило очень дорого). А возможно, это неточная передача переписки между корейским двором (бывшим в то время на острове Канхвадо).

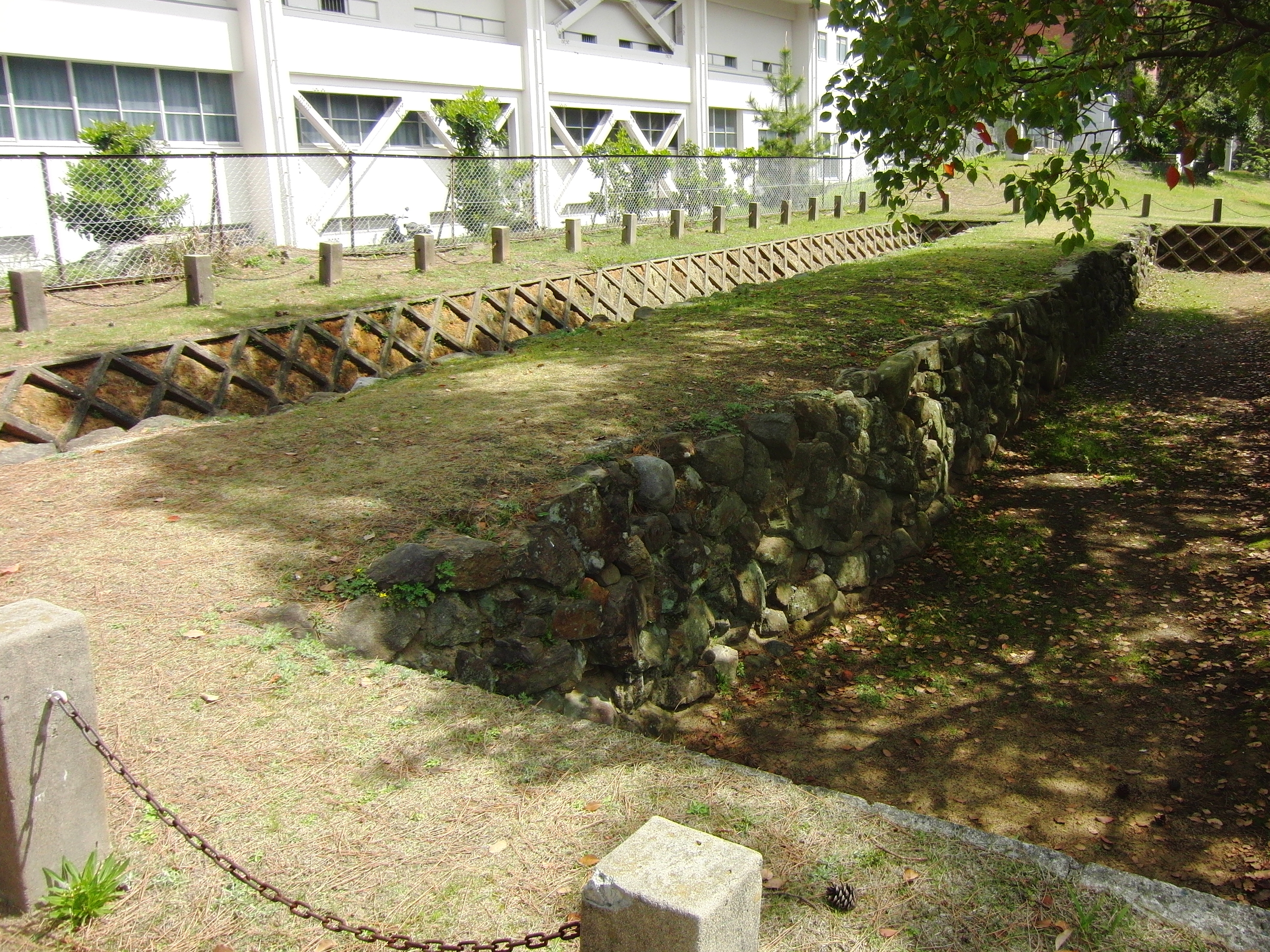
Защитная стена в Хакате, ныне Фукуоке

Наконец в 1274 году юаньский флот отплыл. На борту 300 больших судов и 400—500 малых находились примерно 15 000 монгольских и китайских солдат и 8000 корейских воинов. Они захватили Цусиму и Ики, зверски расправившись с местными жителями. Высадка была произведена 19 ноября в бухте Хаката, невдалеке от Дадзайфу, древнего административного центра Кюсю. На следующий день состоялась битва за Бунъэй (文永の役), также называемая битвой за бухту Хаката.

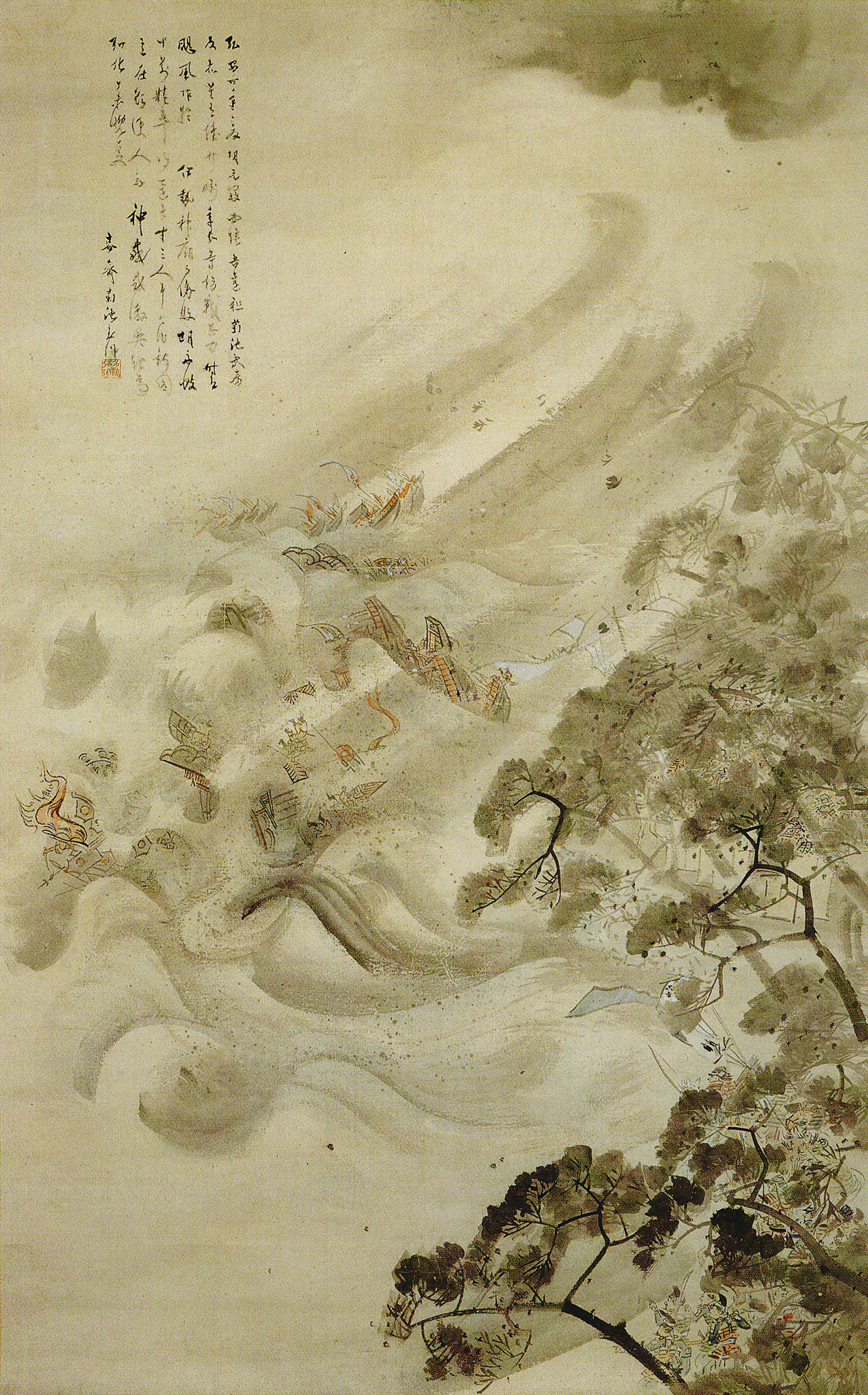
Монгольский флот размётан тайфуном, тушь, Кикути Ёсай, 1847 год.

Японцам не приходилось доселе бороться со столь большими силами противника, весь север Кюсю был мобилизирован, а монголы вырвали инициативу. Прошло около 50 лет со времени последнего крупного сражения в Японии (в правление императора Го-Тоба, в 1221 году), поэтому ни один генерал не имел опыта управления большим числом солдат. Вдобавок к тому, в Японии того времени был принят дуэльный характер битв, даже на крупных полях брани. На вооружении у монголов были иностранные огнестрельные орудия тэппо, а также китайские пороховые бомбы, потому они легко одерживали верх на земле. Японским войскам требовалось время для того, чтобы прибыло подкрепление. Около полуночи страшный шторм заставил монгольских командиров повременить с высадкой, почти все корабли вышли в открытое море. Оставшиеся у берега были разбиты о берег. В ту ночь монголы потеряли около 200 кораблей. Японские лёгкие судна были намного манёвреннее огромных монгольских кораблей, поэтому японцы легко захватили монголов, когда те не могли пользоваться своими огнестрельными орудиями, а дисциплинированные самураи имели полную свободу в пользовании тати.
Однако, в Камакуре Токимунэ ужаснулся тому, что завоеватели наконец приплыли и спросил совета у Букко, своего учителя дзэн. Тот ответил, что для того, чтобы избавиться от трусости, нужно найти её источник в медитации. Токимунэ сказал: «Наконец! Это самое счастливое событие моей жизни». Букко спросил: «Как ты хочешь встретить её?» Токимунэ вскричал: «Кацу!» («Победа!»), словно желая испугать врагов перед собой. Букко удовлетворённо отметил, «верно говорят: сын льва рычит как лев!» С того времени Токимунэ начал активно распространять среди самураев Дзэн-буддизм и бусидо.
После вторжения разбитый флот захватчиков вернулся в Корё. Генерал Ким Пангён заплатил королю и королеве Корё 200 малолетних рабов обоих полов в качестве компенсации.

## Подготовка ко второму вторжению
После того, как захват Японии провалился, Хубилай посчитал, что устал от постоянного игнорирования своих посланий. Он отправил пятерых гонцов в сентябре 1275 году, запретив им возвращаться без ответа. Токимунэ ответил, отослав их на Кюсю и обезглавив. Их могилы сохранились до наших дней в Камакуре в Тацунокити. 29 июля 1279 году были отосланы ещё пятеро эмиссаров, снова обезглавленных, на этот раз в Хакате. В ожидании следующего вторжения, императорский двор повелел всем храмам молиться о победе над династией Юань.

## В популярной культуре
- Во время первого монгольского вторжения происходят события видеоигры Ghost of Tsushima.